# سودژا
شهر سودژا (به روسی: Суджа) در کشور روسیه و در اوبلاست کورسک واقع شده‌است.
این شهر در حمله ۲۰۲۴ اوکراین به کورسک مورد هجوم اوکراین قرار گرفت